# Psylliodes biondii
Psylliodes biondii là một loài bọ cánh cứng trong họ Chrysomelidae. Loài này được Leonardi miêu tả khoa học năm 2007.